# Bronislovas Liutkus
Bronislovas Liutkus (* 2. Juni 1960 in Žeimiai, Rajon Jonava, Litauische SSR) ist ein litauischer linker Politiker, ehemaliger Bürgermeister der Rajongemeinde Jonava (2002–2011).

## Leben
Von 1967 bis 1978 nach dem Abitur an der Sekundarschule Žeimiai absolvierte Liutkus 1983 das Diplomstudium an der Fakultät für Landwirtschaftselektrifikation der Lietuvos žemės ūkio akademija in Kaunas sowie von 1987 bis 1988 an der Hochschule für Agroindustriekomplexmanagement. 1983 arbeitete er im Kolchos Žeimiai als Ingenieur, ab 1991 als stellvertretender Vorsitzender des Kolchoses. Von 1999 bis 2002 leitete er als Direktor das Kommunalunternehmen UAB „Jonavos paslaugos“. 
Von 2002  bis 2011 war Liutkus  Bürgermeister der Rajongemeinde Jonava.
Er ist Mitglied von Demokratų sąjunga „Vardan Lietuvos“. Davor war er Mitglied von Lietuvos valstiečių liaudininkų sąjunga. 

## Familie
Liutkus ist verheiratet. Mit Frau Dalia hat er zwei Söhne Andrius und Šarūnas.